# Центральний республіканський стадіон Душанбе
Центральний республіканський стадіон Душанбе (тадж. Варзишгоҳи марказии ҷумҳуриявии Душанбе) — спортивний стадіон, розташований у столиці Таджикистану — у місті Душанбе. Побудований у 1946 році та вміщує 24 000 осіб. Є домашньою ареною національної збірної Таджикистану та футбольного клубу «Істіклол».

## Історія
Стадіон розташований у центральній частині правобережжя Душанбе між проспектом Ісмаїла Самані та вулицею Нізамі Гянджеві, поруч із Душанбінським зоопарком. Є другим за місткістю стадіоном Таджикистану (на першому місці Стадіон 20-річчя незалежності в Худжанді).
За рішенням ЦВК та РНК Таджицької РСР у 1939 році було розпочато будівництво стадіону в Душанбе. Йому було дано назву «Республіканський стадіон імені М. В. Фрунзе», яка зберігалася до 1991 року. З початком Другої світової війни усі будівельні роботи було припинено. Але вже через рік після її закінчення, 1946 року, стадіон фактично було відкрито — було побудовано західну трибуну на 5000 місць. У 1962 році було завершено повну добудову та реконструкцію стадіону на 21 400 місць. Архітектором стадіону був Володимир Миколайович Головінський.
За часів СРСР на стадіоні виступала команда «Енергетик» із Душанбе, яка потім була перейменована в «Памір». Після розпаду СРСР стадіон було перейменовано на Центральний республіканський стадіон і у 2000-х роках трохи підвищив свою місткість — до 24 000.
Зараз на стадіоні проводять свої домашні матчі національна збірна Таджикистану, футбольний клуб «Істіклол». Раніше на стадіоні проводили свої домашні матчі «Варзоб» та «Сітора». Також тут проводять окремі свої матчі молодіжна, юнацька та жіноча збірні Таджикистану.
31 жовтня 2015 року на стадіоні пройшов фінальний матч Кубка АФК, в якому грали таджикистанський «Істіклол» та малайзійський «Джохор». Матч закінчився з рахунком 0:1 на користь команди з Малайзії, яка стала володарем трофея. Під час матчу судді не зарахували 3 голи «Істіклола».
Окрім футбольних матчів, на стадіоні проводяться різноманітні спортивні змагання, свята та заходи міського та державного рівня, виступи та концерти.